# Ɛ̨́
Cette page contient des caractères spéciaux ou non latins. S’ils s’affichent mal (▯, ?, etc.), consultez la page d’aide Unicode.
Ɛ̨́ (minuscule : ɛ̨́), appelé epsilon accent aigu ogonek, est un graphème utilisé dans l’écriture du chipewyan (en Saskatchewan).
Il s’agit de la lettre epsilon diacritée d’un ogonek et d’un accent aigu.

## Utilisation
En chipewyan de Saskatchewan, ‹ ɛ̨́ › est utilisé pour représenter une voyelle mi-ouverte antérieure non arrondie [ɛ̃], nasalisée et avec un ton haut.

## Représentations informatiques
L’epsilon ogonek accent aigu peut être représenté avec les caractères Unicode suivants :
- décomposé et normalisé (latin étendu B, Alphabet phonétique international, diacritiques) :

| formes    | représentations | chaînes de caractères | points de code       | descriptions                                                                |
| --------- | --------------- | --------------------- | -------------------- | --------------------------------------------------------------------------- |
| capitale  | Ɛ̨́               | Ɛ◌̨◌́                   | U+0190 U+0328 U+0301 | lettre majuscule latine e ouvert diacritique ogonek diacritique accent aigu |
| minuscule | ɛ̨́               | ɛ◌̨◌́                   | U+025B U+0328 U+0301 | lettre minuscule latine epsilon diacritique ogonek diacritique accent aigu  |

## Sources
- (en) Chris Harvey, « The Dënesųłıné Language », sur Languagegeek.com, 2011